# Ron-Robert Zieler
Ron-Robert Zieler (Keulen, 12 februari 1989) is een Duitse doelman in het betaald voetbal. Hij tekende in juni 2019 een contract tot medio 2023 bij Hannover 96, dat hem in 2020 verhuurde aan 1. FC Köln. Zieler debuteerde in 2011 in het Duits voetbalelftal.

## Clubcarrière
Zieler speelde in de jeugd van achtereenvolgens SCB Viktoria Köln, 1. FC Köln en Manchester United. Laatstgenoemde club verhuurde hem in 2008 voor drie maanden aan Northampton Town, op dat moment actief in de League One. Hier debuteerde Zieler in het betaald voetbal.

### Hannover 96
Zonder dat er één wedstrijd in het eerste elftal speelde, verruilde Zieler Manchester United in juli 2010 voor Hannover 96. Hier begon hij in het tweede elftal. Hij debuteerde op 16 januari 2011 in de hoofdmacht, in een wedstrijd in de Bundesliga tegen Eintracht Frankfurt. Zieler streefde vervolgens Florian Fromlowitz voorbij als eerste doelman van Hannover. Hij miste van seizoen 2011/12 tot en met dat van 2015/16 geen enkele wedstrijd in de Bundesliga. Zieler eindigde daarin in het seizoen 2015/16 met Hannover 96 op de laatste plaats, wat rechtstreekse degradatie naar de 2. Bundesliga betekende.

### Leicester City
Zieler tekende in juni 2016 een contract tot medio 2020 bij Leicester City, dat in het voorgaande seizoen kampioen werd in de Premier League. Door een clausule in zijn contract kon hij voor 3,5 miljoen euro de overstap maken. Bij Leicester ging hij de concurrentie aan met eerste doelman Kasper Schmeichel.

### VfB Stuttgart
Na een seizoen bij Leicester City keerde Zieler medio 2017 terug naar Duitsland om voor VfB Stuttgart te gaan spelen. Hij tekende een contract voor 3 seizoenen. In zijn tweede seizoen degradeerde hij met de club uit Stuttgart naar de 2. Bundesliga nadat in de play-offs om promotie/degradatie Union Berlin te sterk was.

### Terugkeer Hannover 96
Op 17 juni 2019 maakte Hannover 96, eveneens vorig seizoen gedegradeerd naar de 2. Bundesliga, bekend dat Zieler na een afwezigheid van 3 seizoenen terugkeerde bij de club. Hij tekende een vierjarig contract.

## Interlandcarrière
Zieler debuteerde op 11 november 2011 in het Duits voetbalelftal. Tegen Oekraïne (3-3) liet hij die dag binnen 17 minuten drie doelpogingen door. Het was voor het eerst sinds 1954 dat een debutant in het Duitse doel drie doelpunten tegen kreeg. Zieler maakte als derde doelman deel uit van de Duitse selectie voor Euro 2012 en WK 2014.

## Erelijst
| Competitie                  |           |           |           |           |
| Competitie                  | Aantal    | Jaren     |           |           |
| Duitsland                   | Duitsland | Duitsland | Duitsland | Duitsland |
| --------------------------- | --------- | --------- | --------- | --------- |
| Wereldkampioenschap voetbal | 1x        | 2014      |           |           |
| Duitsland -19               |           |           |           |           |
| Europees kampioenschap -19  | 1x        | 2008      |           |           |

1 Schwäbe ·
2 Schmied ·
3 Heintz ·
4 Hübers  ·
5 Soldo ·
6 Martel ·
7 Ljubičić ·
8 Huseinbašić ·
9 Waldschmidt ·
11 Kainz ·
12 Nickisch ·
13 Uth ·
15 Kilian ·
16 Obuz ·
17 Paçarada ·
19 Lemperle ·
20 Pentke ·
21 Tigges ·
22 Christensen ·
24 Pauli ·
25 Gazibegović ·
29 Thielmann ·
34 Harchaoui ·
35 Finkgräfe ·
37 Maina ·
42 Downs ·
43 Čuber Potočnik ·
44 Köbbing ·
47 Olesen ·
Coach: Struber
1 Neuer ·
2 Gündoğan ·
3 Schmelzer ·
4 Höwedes ·
5 Hummels ·
6 Khedira ·
7 Schweinsteiger ·
8 Özil ·
9 Schürrle ·
10 Podolski ·
11 Klose ·
12 Wiese ·
13 Müller ·
14 Badstuber ·
15 Bender ·
16 Lahm  ·
17 Mertesacker ·
18 Kroos ·
19 Götze ·
20 Boateng ·
21 Reus ·
22 Zieler ·
23 Gómez ·
Coach: Löw
1 Neuer ·
2 Großkreutz ·
3 Ginter ·
4 Höwedes ·
5 Hummels ·
6 Khedira ·
7 Schweinsteiger ·
8 Özil ·
9 Schürrle ·
10 Podolski ·
11 Klose ·
12 Zieler ·
13 Müller ·
14 Draxler ·
15 Durm ·
16 Lahm  ·
17 Mertesacker ·
18 Kroos ·
19 Götze ·
20 Boateng ·
21 Mustafi ·
22 Weidenfeller ·
23 Kramer ·
Coach: Löw